# Amintire din Maripoza
Amintire din Maripoza este o nuvelă scrisă de Henryk Sienkiewicz și publicată în 1889.